# Krog (Murska Sobota, Slovenija)
Krog (mađarski: Korong, njemački: Kroth, prekomurski: Kroug) je naselje u slovenskoj Općini Murska Sobota. Krog se nalazi u pokrajini Prekomurju i statističkoj regiji Pomurju. 

## Stanovništvo
Prema popisu stanovništva iz 2002. godine naselje je imalo 1.096 stanovnika.